# Estereosseletividade
Em química, a estereosseletividade é a formação preferencial de um estereoisômero sobre todos os possíveis. Pode ser parcial, onde a formação de um estereoisômero está favorecida sobre o restante, ou pode ser total, quando só se forma um estereoisômero dos possíveis. Se fala de diastereosseletividade quando os estereoisômeros são diastereoisômeros e de enantiosseletividade quando são enantiômeros.
A diastereosseletividade ou enantiosseletividade de uma reação, quando são dois os possíveis estereoisômeros resultantes, se quantifica, respectivamente, mediante o excesso diastereomérico ou o excesso enantiomérico:
Excesso diastereomérico ou enantiomérico (d.e. ou e.e.) = (% maioritário) − (% minoritário), {\displaystyle \qquad } expresso em %.

## Exemplos
Um exemplo de estereosseletividade moderada é a desidroalogenação do 2-iodobutano, que produz uns 60% do isômero trans-2-buteno, uns 20% do cis-2-buteno e uns 20 % do alqueno terminal 1-buteno. Estes produtos são os isômeros geométricos do buteno e também são classificados como diastereômeros, de onde que esta reação também seria chamada diastereoseletiva:
Outro exemplo seria na cicloação 2+2 na qual se podem produzir também diferentes produtos diastereoisômeros. Concretamente na seguinte reação pode-se ver que a reação produz estereosseletivamente em una proporção de 2,3/1 o isômero A: